# Zahid Valencia
Zahid Valencia (Bellflower, 11 maggio 1997) è un lottatore statunitense, specializzato nella lotta libera, campione continentale ai campionati panamericani di Acapulco 2022 negli -86 kg.

## Palmarès
- Mondiali

Belgrado 2023: bronzo nei -92 kg;
- Campionati panamericani

Acapulco 2022: oro negli -86 kg;